# Mechaley Brothers
Mechaley Brothers war ein US-amerikanisches Unternehmen im Bereich von Automobilen.

## Unternehmensgeschichte
Die Brüder Mechaley leiteten das Unternehmen in Stamford in Connecticut. Hauptsächlich waren sie als Autohaus und Werkstatt tätig. Sie verkauften Fahrzeuge von Rambler und Motoren von der Brennan Motor Manufacturing Company. Nur 1903 stellten sie einige eigene Automobile her. Der Markenname lautete Mechaley.
Es ist nicht bekannt, wann das Unternehmen aufgelöst wurde.

## Fahrzeuge
Das einzige Modell hatte einen Zweizylindermotor von Brennan. Er leistete 12 PS. Das Fahrgestell hatte 190,5 cm Radstand. Der Aufbau war je nach Quelle ein Tonneau mit vier Sitzen oder ein Tourenwagen mit fünf Sitzen.
Der Neupreis betrug 1500 US-Dollar. Der Transport zum Käufer zu jedem beliebigen Ort innerhalb der USA war darin enthalten.